# 中部方言 (朝鲜语)
中部方言是朝鲜半岛中部地区使用的朝鲜语方言。 具体分为京义道方言、东方话、忠清道方言和黄海道方言。它是现代朝鲜语标准语言的主要基础。
在现代韩国（韩国），以京畿道方言为中心的特征词汇相当消失，音韵特征稍有保留。 在朝鲜民主主义人民共和国（朝鲜）地区，中部方言的特点保存得比较好，今天，中部方言延伸到黄海北道北部。 中部方言从朝鲜设定的"咸镜道江原道边界"向北渗透，永兴、高原、嘉德、寿洞等地。